# Trypostega claviculata
Trypostega claviculata is een mosdiertjessoort uit de familie van de Trypostegidae. De wetenschappelijke naam van de soort is, als Lepralia claviculata, voor het eerst geldig gepubliceerd in 1884 door Hincks.